# Harvard Bridge
Die Harvard Bridge (auch MIT Bridge, Massachusetts Avenue Bridge, Mass. Ave. Bridge oder Xylophone Bridge) ist eine mit Beton verkleidete, stählerne Balkenbrücke im Bundesstaat Massachusetts der Vereinigten Staaten. Sie verbindet den Bostoner Stadtteil Back Bay mit der Stadt Cambridge, indem sie die Massachusetts Route 2A (dort zugleich Massachusetts Avenue) über den Charles River führt. Sie ist mit einer Länge von 2.165,1 ft (659,9 m) die längste Brücke über den Charles River, wobei ihre Länge auch in der idiosynkratischen Einheit Smoot (im Ergebnis „364,4 Smoots plus/minus ein Ohr“) gemessen wird.
Erst nach mehreren Versuchen gelang es den Stadtverwaltungen von Boston und Cambridge, trotz der vielfach geäußerten Antipathie der Bevölkerung die Brücke von 1887 bis 1891 als Drehbrücke zu errichten. In den folgenden Jahrzehnten wurde das Bauwerk mehrfach überholt und schließlich in den späten 1980er Jahren vollständig erneuert, da die Vibrationen nicht mehr akzeptable Ausmaße angenommen hatten und eine baugleiche Brücke aus diesem Grund eingestürzt war.
Die Brücke wurde nach dem puritanischen Theologen John Harvard benannt.

## Konzeption
Der Gesetzgeber von Massachusetts verabschiedete bereits innerhalb der Acts of 1874 mit dem Chapter 175 und Chapter 314 die notwendigen Ermächtigungsgrundlagen zum Bau einer Brücke zwischen Boston und Cambridge. Tatsächlich geschah bis 1882 jedoch nichts weiter, bis das Folgegesetz Chapter 155 der Acts of 1882 mehr Details zum Bau der geplanten Brücke festlegte, unter anderem den genauen Standort:

„Acts of 1882, Chapter 155, Section 1: The cities of Boston and Cambridge are authorized to construct a bridge and avenue across Charles river, from a point on Beacon street, in Boston, to a point in Cambridge, west of the westerly line of the Boston and Albany railroad. ... to the limitation that the line thereof shall not be north-east of a line drawn from the junction of Beacon street and West Chester park, in Boston, to the junction of the harbor line with Front Street, extended, in Cambridge, nor south-west of a line drawn from the junction of Beacon street, Brookline avenue and Brighton avenue, in Boston, to the junction of the Boston and Albany railroad with Putnam avenue, extended, in Cambridge.“

Die Brücke sollte dabei als Drehbrücke ausgelegt werden und eine Durchfahrbreite von mindestens 38 ft (11,6 m) aufweisen. Der Stadt Boston gefielen diese Pläne vor allem deswegen nicht, weil sie keine Möglichkeit boten, die Strecke der Boston and Albany Railroad über die Brücke zu führen. So geschah erneut drei Jahre lang nichts, bis mit dem Chapter 129 der Acts of 1885 die geforderte Öffnungsbreite auf höchstens 36 ft (11 m) begrenzt wurde. Dies sollte so lange gelten, bis die anderen Brücken unterhalb der angesetzten Position eine größere Öffnung aufweisen müssten.
Es geschah daraufhin immer noch nichts, bis sich im Jahr 1887 die Stadt Cambridge mit einer Petition an die bundesstaatliche Gesetzgebung wandte, um Boston zum Baubeginn zu bewegen. Dies führte zum Erlass des Chapter 282 in den Acts of 1887, der für beide Städte verbindlich war und sie zu gleichen Teilen an den Baukosten beteiligte. Dazu wurde der Stadt Boston gestattet, ihr Kreditlimit zu überschreiten und zusätzliche 250.000 US-Dollar (entspr. heute ca. $8.510.000) aufzunehmen. Die geschätzten Baukosten der Brücke betrugen damit eine halbe Million US-Dollar (entspr. heute ca. $17.020.000).
Das Gesetz autorisierte eine Kommission zum Bau der Brücke, die sich aus den Bürgermeistern der beteiligten Städte sowie einer dritten, von den Bürgermeistern zu bestimmenden Person zusammensetzen sollte. Falls keine Einigung auf diese dritte Person erzielt werden könne, solle der Gouverneur des Bundesstaates diese Aufgabe übernehmen. So weit kam es aber nicht, da sich Hugh O’Brien und Willam Russel auf den aus Cambridge stammenden Leander Greeley einigen konnten. Im Zeitablauf änderte sich mit den politischen Ämtern auch die Besetzung des Ausschusses, wie die folgende Tabelle zeigt.
| Zusammensetzung der Brückenbau-Kommission im Zeitablauf | Zusammensetzung der Brückenbau-Kommission im Zeitablauf | Zusammensetzung der Brückenbau-Kommission im Zeitablauf | Zusammensetzung der Brückenbau-Kommission im Zeitablauf                 |
| Zeitraum                                                | Bürgermeister von Boston                                | Bürgermeister von Cambridge                             | Drittes Kommissionsmitglied                                             |
| ------------------------------------------------------- | ------------------------------------------------------- | ------------------------------------------------------- | ----------------------------------------------------------------------- |
| 1887–1888                                               | Hugh O’Brien                                            | Willam Russel                                           | Leander Greeley                                                         |
| 1889–1890                                               | Thomas N. Hart                                          | Henry H. Gilmore                                        | Leander Greeley                                                         |
| 1891                                                    | Nathan Matthews                                         | Alpheus B. Alger                                        | Leander Greeley (gestorben am 15. oder 16. Februar 1891) George W. Gale |

Vom Bau der Brücke versprachen sich ihre Erbauer viele Vorteile. Die ehemals so gut wie wertlosen Grundstücke auf der Seite von Cambridge waren aufgefüllt und zu wertvollen Landflächen aufgewertet worden, so dass die Stadt über die neue Brücke mit den wertvollsten Bereichen von Boston verbunden wurde. Insbesondere für die Bewohner der Stadtteile Back Bay, South End und Roxbury erhoffte man sich durch die neue, direkte Anbindung an Cambridge weitgehende Verbesserungen, da über diesen Weg auch Belmont und Arlington schneller zu erreichen waren als bisher. Es wurde erwartet, dass die über die Brücke führende Straße sich im Laufe der Zeit zur zentralen Durchgangsstraße in beiden Städten entwickeln werde.

## Konstruktion

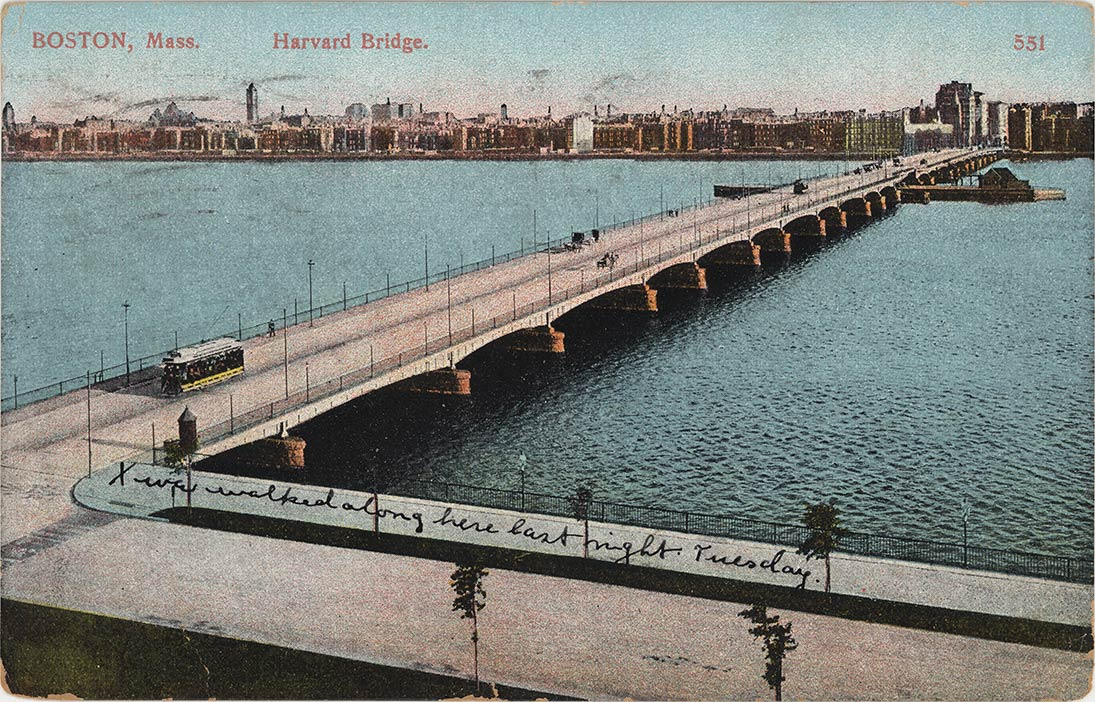
Diese Postkarte zeigt die Harvard Bridge mit Blickrichtung auf Boston im Jahr 1910, gesehen vom Dach des Riverbank Court Hotel (heute ein Studentenwohnheim des MIT)

Mit den Acts of 1887 wurde festgelegt, dass die Brücke auf Holzpfeilern ruhen sollte, die auf den ersten 200 ft (61 m) mit Steinfundamenten gesichert werden sollten, da erwartet wurde, dass der Ausbau der Uferbefestigungen diesen Platz benötigte. Diese Vorgabe wurde jedoch dahingehend geändert, dass die gesamte Brücke aus Stahlträgern auf Steinfundamenten bestehen sollte, und am 14. Juli 1887 genehmigt. Als ausführende Ingenieure wurden William Jackson, John. E. Cheney, Samuel E. Tinkham und Nathan S. Brock beauftragt.
Die Anforderungen an den Bau der Brücke waren enorm, da der Untergrund, auf dem das Bauwerk errichtet werden sollte, von Natur aus einige Schwierigkeiten aufweist. Unterhalb eines Großteils des Bostoner Bodens befindet sich eine Schicht aus Ton, und entlang des Charles River verläuft eine geologische Bruchlinie. In einer Tiefe von 200 ft (61 m) bis 300 ft (91,4 m) besteht der Boden aus einer hoch verdichteten Mischung aus Kies, Geröll, Schluff und Ton. Darüber befindet sich bis etwa 30 ft (9,1 m) unterhalb der Oberfläche eine reine Schicht aus Ton, dem Boston Blue Clay (BBC), und wiederum darüber erstrecken sich dünnere Schichten aus Sand, Geröll und sonstigem Füllmaterial. Die BBC-Schicht ist bis in eine Tiefe von ca. 70 ft (21,3 m) hoch konsolidiert.
Der Unterbau der Brücke bestand ursprünglich aus zwei gemauerten Widerlagern, 23 gemauerten Strompfeilern und einem Pfahlfundament, das einen Schutzpfeiler für das Drehelement trug. Der obere Aufbau bestand aus 23 Gerberträgern aus Stahl sowie dem Drehelement. Das Widerlager auf Bostoner Seite ruht auf vertikal im Boden versenkten Pfählen, während es auf der Seite von Cambridge direkt auf dem Flussbett steht.
Ursprünglich verband die Brücke den Bostoner West Chester Park mit der Front Street in Cambridge; heute wird die gesamte Strecke auf beiden Seiten des Flusses als Massachusetts Avenue bezeichnet. Die Gesamtlänge – gemessen von der jeweiligen Mitte der beiden Widerlager – betrug 2.164 ft (659,6 m), die Breite war mit 69,3 ft (21,1 m) angegeben. Die Mitten der Pfeiler standen jeweils 90 ft (27,4 m) voneinander entfernt, und die Spannweite der einzelnen Elemente betrug abwechselnd 75 ft (22,9 m) und 105 ft (32 m), wobei die längeren Träger freitragend waren und die kürzeren zwischen diesen abgehängt wurden.
Die über die Brücke führende Fahrbahn wies zwei Fahrstreifen für Pferdekutschen und zwei Gleise für Straßenbahnen mit einer Gesamtbreite von 51 ft (15,5 m) auf. Daneben verliefen zwei 9,2 ft (2,8 m) breite Bürgersteige. Sowohl die Fahrbahn als auch die Längsträger der Fußgängerwege bestanden aus Holz, wobei die Bürgersteige mit einer ca. 1,25 in (31,8 mm) dicken Asphaltschicht bedeckt waren. Das Drehelement war hingegen lediglich 48 ft (14,6 m) breit, etwa 149 ft (45,4 m) lang und war auf einem hölzernen Pfeiler befestigt. Es verfügte über einen elektrischen Antrieb und ein kleines Häuschen für den Brückenwärter.
Die Brücke wurde am 1. September 1891 eröffnet. Die am 1. März 1892 bekanntgegebenen Baukosten betrugen $510.642,86 (entspr. heute ca. $18.000.000).

## Namensgebung

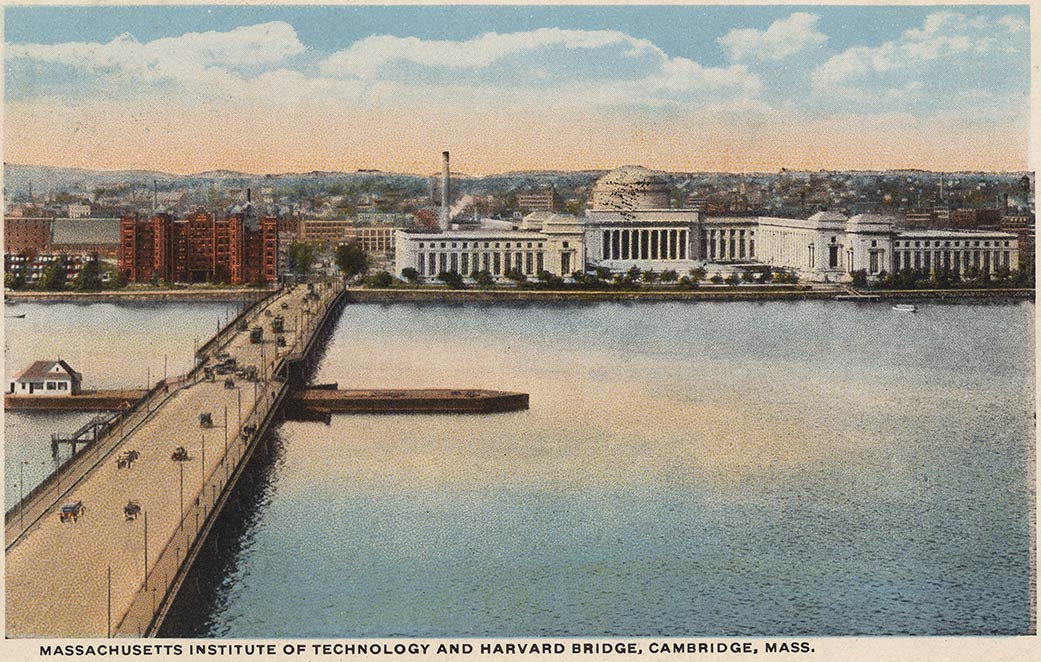
Diese Postkarte zeigt die Harvard Bridge irgendwann zwischen 1916 und 1924

Nachdem insbesondere die Namen Blaxton, Chester, Shawmut und Longfellow verworfen wurden, wurde die Brücke nach dem puritanischen Theologen John Harvard benannt, dessen Namen auch die Harvard University trägt. Die heutige Longfellow Bridge wurde 15 Jahre später eröffnet. Harvard war ein früher Gönner und Finanzier der Universität, nicht jedoch – wie häufig angenommen wird – ihr Gründer.
Möglicherweise aufgrund der räumlichen Nähe zum Bauwerk gibt es eine Vielzahl von Gerüchten am MIT im Hinblick auf die Namensgebung der Brücke, die jedoch alle stark bezweifelt werden müssen. Dies ergibt sich vor allem aus der Tatsache, dass die Brücke bereits 1891 errichtet wurde, während das MIT erst 1916 an seinen heutigen Standort und damit in ihre direkte Nachbarschaft zog.

## Instandhaltung und Ereignisse

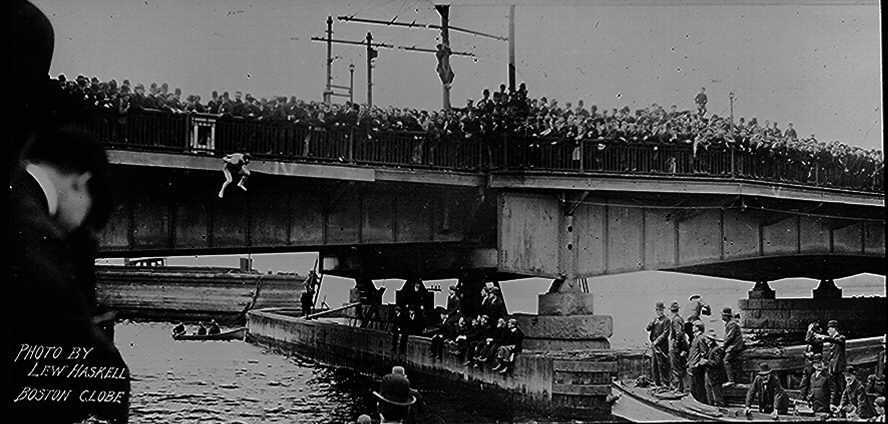
Harry Houdini springt von der Harvard Bridge (1908)

Im Jahr 1898 wurden neben den Bordsteinen Radwege installiert. Erst im Jahr 2011, also 113 Jahre später, verband die Stadt Boston ihr eigenes Radwegenetz mit den Fahrwegen auf der Brücke.
In der Nähe des südöstlichen Endes der Brücke befindet sich ein Gedenkstein, der an einen Sprung von Harry Houdini von der Harvard Bridge am 1. Mai 1908 erinnert. Andere Quellen datieren den Sprung bereits auf den 30. April desselben Jahres.
Im Jahr 1909 wurde die Brücke für unsicher erklärt und gefordert, sämtliche Eisen- und Stahlelemente zu ersetzen. In diesem Zuge wurden zugleich das Niveau der Brücke leicht erhöht und die Straßenbahnschienen ersetzt.
Als die Metropolitan District Commission (MDC) im Jahr 1924 die Zuständigkeit über die Harvard Bridge erlangte, erneuerte die Behörde einen Großteil der Aufbauten. Insbesondere wurden die Holzträger durch Doppel-T-Träger aus Stahl sowie Holzelemente des Decks durch Beton und Ziegelsteine ersetzt. Die Straßenbahnschienen wurden ebenfalls erneut ausgewechselt. Das Drehelement wurde entfernt und durch zwei feststehende Segmente mit einer jeweiligen Länge von 75 ft (22,9 m) ersetzt. Der hölzerne Brückenpfeiler wurde durch den Einsatz von Beton und Steinen stark modifiziert, um optisch den übrigen Pfeilern zu entsprechen. Die Anzahl der steinernen Pfeiler stieg damit von 23 auf 24.
1931 wurde aufgrund des stets zunehmenden Verkehrsaufkommens an der Kreuzung von Massachusetts Avenue und Memorial Drive eine Unterquerung gebaut, der die höhengleiche Kreuzung ersetzte.
Das Bauwerk war lange Zeit auch als Xylophone Bridge bekannt, was auf die speziellen Geräusche zurückging, welche die Fahrzeuge beim Überfahren der Brücke erzeugten. Die Fahrbahn wurde jedoch 1949 durch eine neue Oberfläche aus Beton und Bitumen ersetzt, und im gleichen Zuge wurden die Straßenbahnschienen entfernt und durch Straßenlaternen ersetzt. Ergänzend wurden Auffahrrampen vom zu dieser Zeit noch im Bau befindlichen Storrow Drive hinzugefügt. 1962 wurde der Belag der Bürgersteige ersetzt.

### Technische Untersuchung 1971–1972
Die damalige Metropolitan District Commission (später aufgegangen im Department of Conservation and Recreation) beauftragte aufgrund zahlreicher Beschwerden von Nutzern der Brücke in den Jahren 1971/72 eine Studie zur technischen Untersuchung der Harvard Bridge, um der Ursache der starken Vibrationen auf den Grund zu gehen. Im Ergebnis wurde festgestellt, dass die Stabilität der Brücke für die auftretenden Belastungen nicht ausreichend war. Noch vor dem Abschluss der Studie wurde die Empfehlung ausgesprochen, eine Begrenzung auf 7,3 Tonnen pro Achse bzw. 14 Tonnen pro Fahrzeug einzuführen. Alternativ sollten Lkw nur noch die inneren Fahrstreifen benutzen dürfen, wo die Brücke stabiler war. Ungeachtet dieser Empfehlungen wurde ein Gewichtslimit von 23 Tonnen pro Fahrzeug eingeführt.
Die Empfehlungen der Studie umfassten unter anderem eine Verstärkung der bestehenden Struktur durch das Hinzufügen weiterer Bauelemente, um sie in Längsrichtung stabiler zu machen, sowie ein vollständiger Austausch der Aufbauten durch entweder Stahl- oder Betonelemente gemäß der aktuellen Standards. Dabei sollte der neue Aufbau möglichst nicht mehr wiegen als der alte, damit die Pfeiler, die sich noch in einem guten Zustand befanden, weitergenutzt werden konnten.
Der Vorteil eines Neubaus lag vor allem darin, dass die Kosten dafür weitaus besser kalkuliert werden konnten als für eine Reparatur und Verstärkung. Eine neue Brücke würde aus bereits vorab bekannten Materialien (bspw. dehnbarem Profilstahl anstelle von brüchigem Schmiedeeisen) bestehen und nach dem AASHO-Standard HS-20 zertifiziert sein. Eine Reparatur würde hingegen die alten Bauteile aus Schmiedeeisen mit unbekannter Qualität und unbekanntem Zustand nicht ersetzen und die Anforderungen der damals aktuellen Standards nicht erfüllen. Die Studie lieferte dazu auch bereits umfangreiche Berechnungen. Die Kosten wurden auf 2,5 bis 3 Millionen US-Dollar (entspr. heute ca. $22.000.000) geschätzt.
Nach Abschluss der Studie wurde das Gewichtslimit auf 14 Tonnen auf den äußeren und 23 Tonnen auf den inneren Fahrstreifen angepasst. Im Jahr 1979 wurde diese Begrenzung auf 14 Tonnen auf allen Fahrstreifen ausgeweitet.

### Ersatz der Aufbauten in den 1980er Jahren
Nach dem Zusammenbruch der Mianus River Bridge in Greenwich, Connecticut im Jahr 1983 wurde die Harvard Bridge umgehend gesperrt und einer intensiven Inspektion unterzogen, da sie teilweise baugleich mit der eingestürzten Brücke war. Die Untersuchung ergab, dass bereits zwei Aufhängungen gebrochen waren, woraufhin der Verkehr auf die inneren beiden Fahrstreifen begrenzt wurde. Wenige Tage später wurde die Brücke für alle Lkw und Busse gesperrt.
Im Jahr 1986 wurden Pläne veröffentlicht, die Aufbauten der Brücke unter Beibehaltung der Pfeiler zu ersetzen. Die Alternativen dazu waren denjenigen in der bereits 1972 durchgeführten Studie sehr ähnlich und wurden auf der gleichen Grundlage entschieden. Zu den strukturellen Modifikationen zählten der Ausbau von vier auf sechs Längsträger, das Entfernen der Rampe „B“ sowie der Ersatz einer Treppe durch eine auch für Behinderte geeignete Rampe an beiden Enden der Brücke.
Der historische Wert der Brücke wurde als sehr hoch eingestuft, so dass der Plan vorsah, das Aussehen der Brücke möglichst ähnlich zum originalen Bauwerk zu gestalten. Insbesondere die Geländer und Beleuchtung sollten übernommen werden. Um exakte Merkmalsdefinitionen zu erarbeiten, wurde die Erstellung eines Historic American Engineering Record (HAER) beauftragt.
Die Arbeiten sollten in zwei Phasen abgeschlossen werden. In der ersten, auf eine Dauer von 5 Monaten angesetzte Phase sollte die flussabwärts liegende Seite der Brücke verstärkt werden, um den Busverkehr der MBTA wieder zu ermöglichen. Dazu mussten lediglich Arbeiten am Unterbau erfolgen, so dass der Pkw-Verkehr nicht beeinträchtigt wurde. Die mit einem Zeitraum von drei Bausaisons angesetzte Phase 2 sollte anschließend dazu genutzt werden, den gesamten Aufbau der Brücke zu ersetzen. Die Kosten für diese Maßnahmen wurden auf 20 Millionen US-Dollar (entspr. heute ca. $57.000.000) geschätzt. Phase 1 konnte 1987 und Phase 2 schließlich 1990 abgeschlossen werden.

Vergleichsansichten Vorher-Nachher
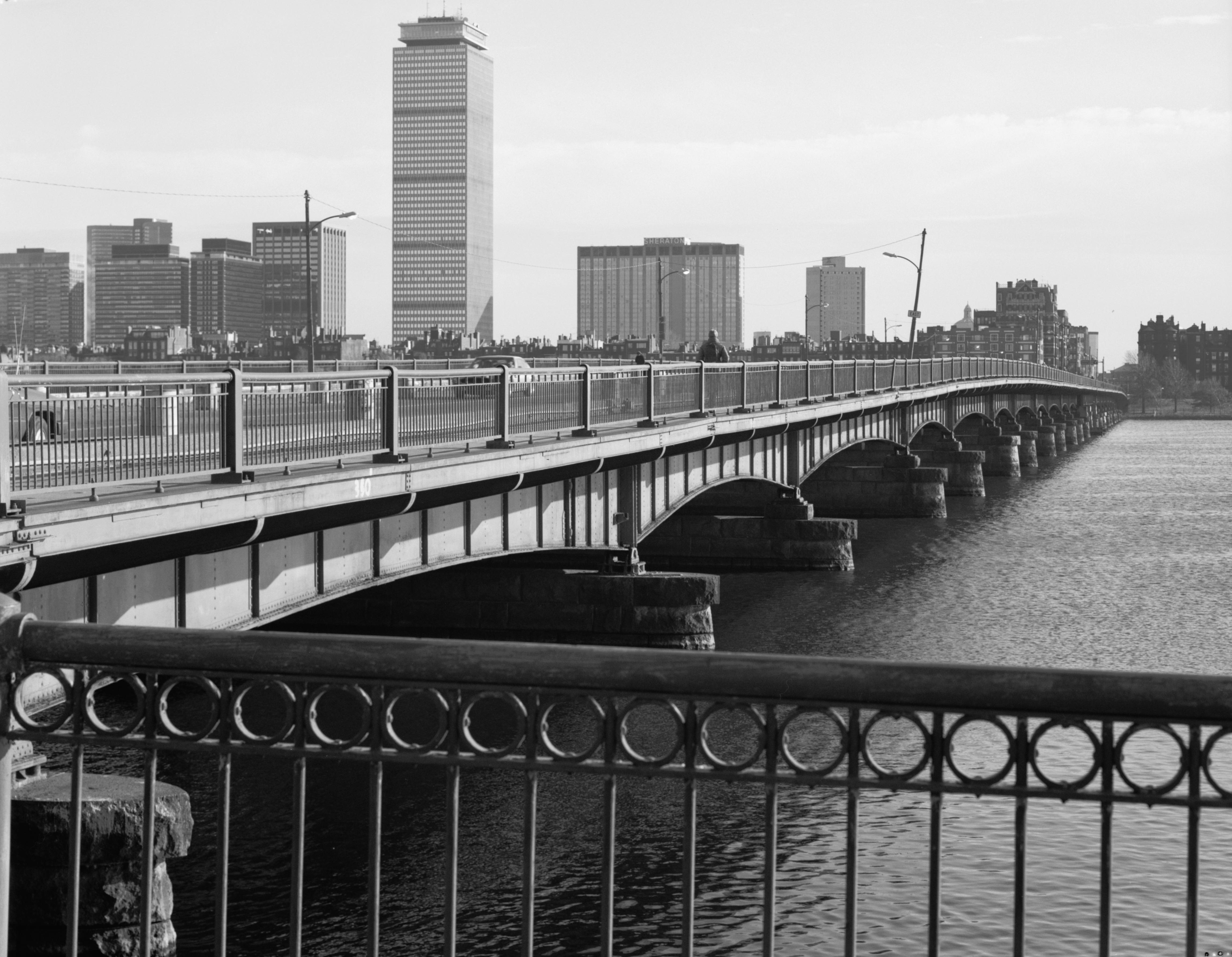
Die Brücke im Jahr 1985 von Cambridge aus gesehen. Deutlich zu erkennen sind die Abnutzungserscheinungen sowie die Absperrungen an den äußeren Fahrbahnen zu erkennen.
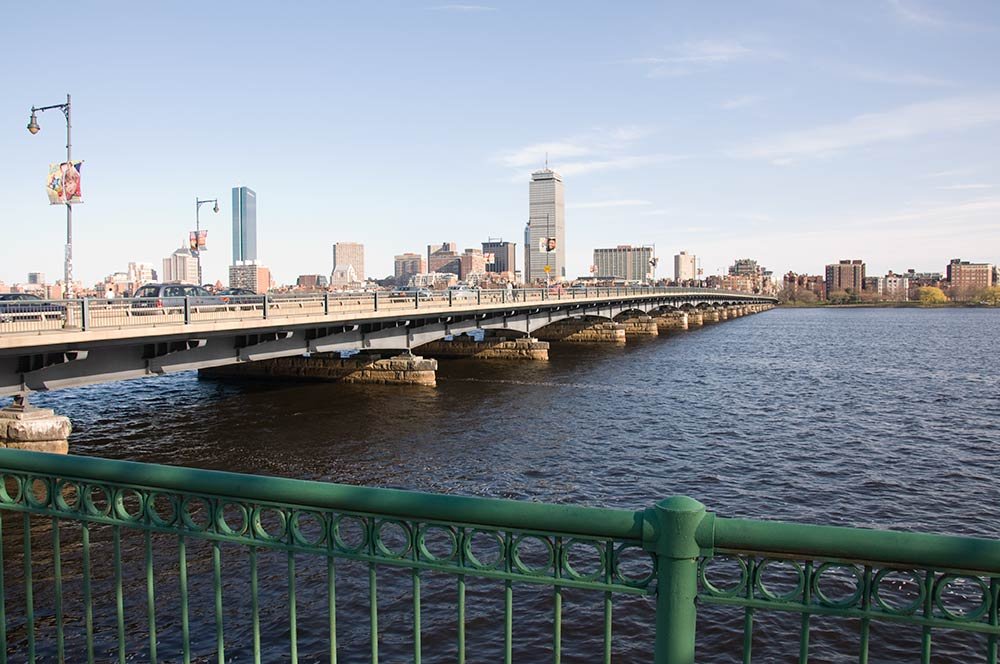
In etwa die gleiche Ansicht im Jahr 2009.
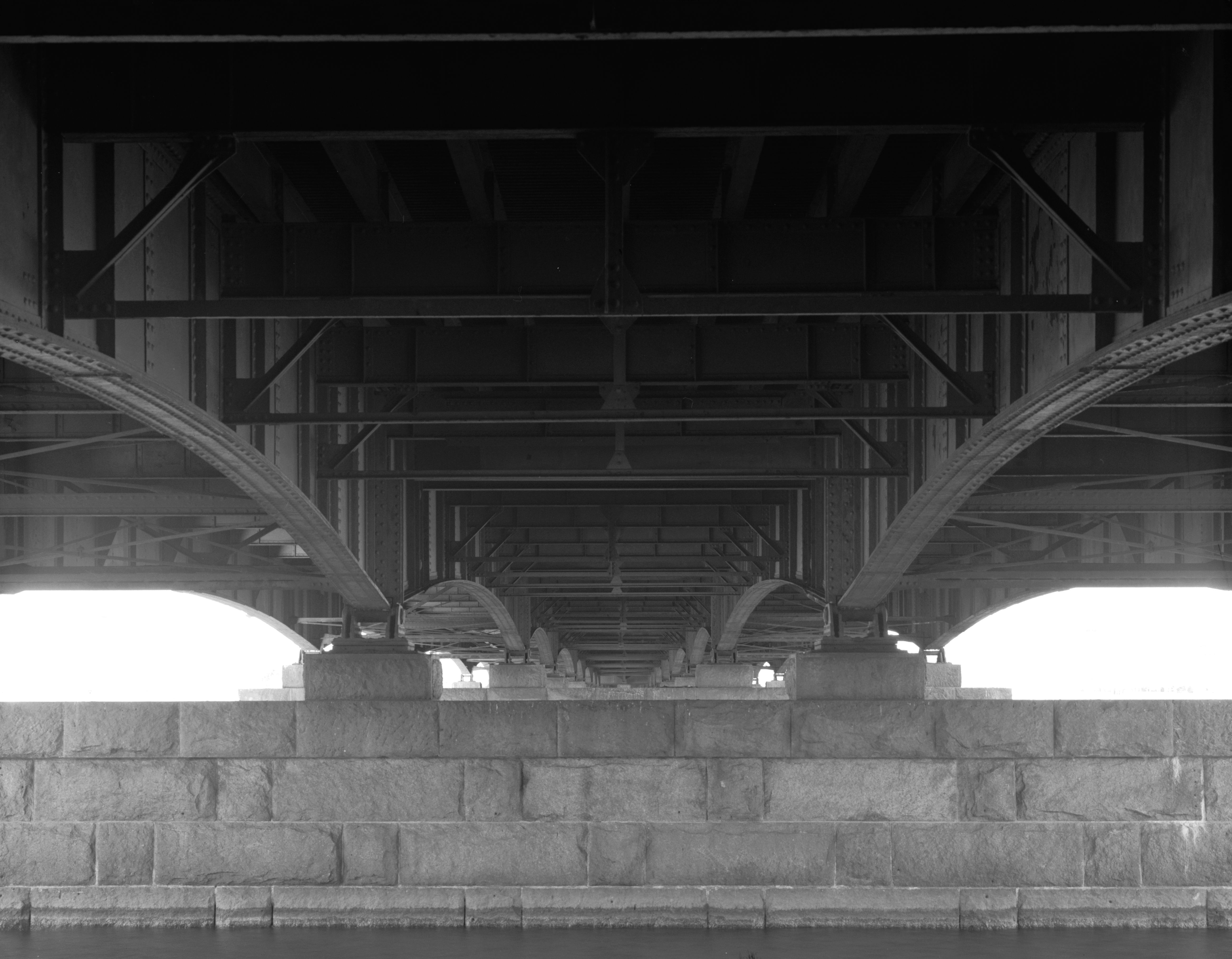
Die Unterseite der Brücke im Jahr 1985.
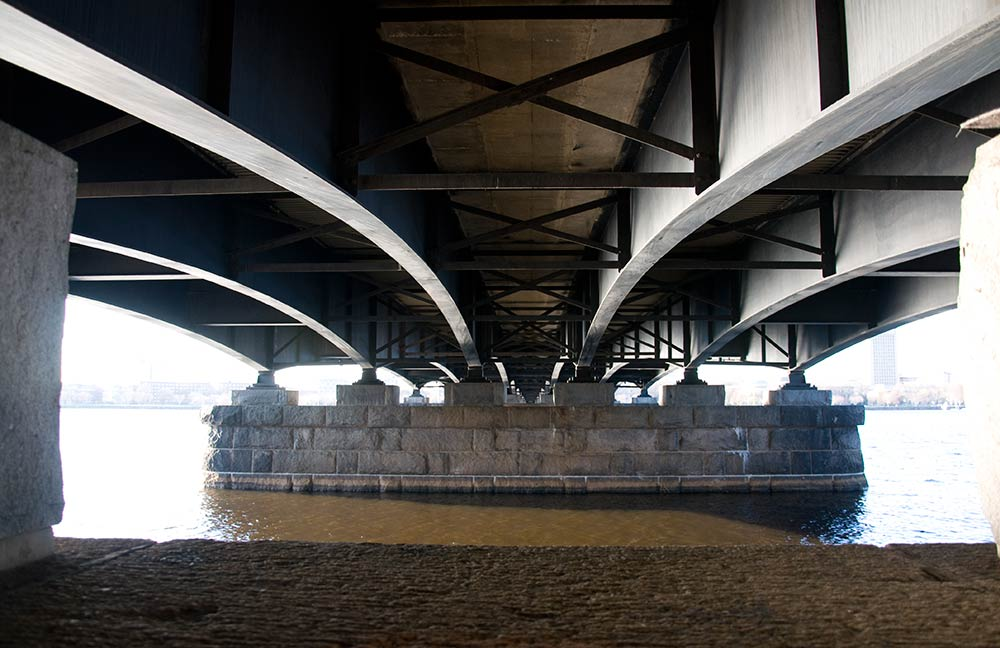
Das gleiche Bild im Jahr 2009. Zu erkennen sind insbesondere die hinzugefügten Längsträger.

## Messung der Länge der Brücke

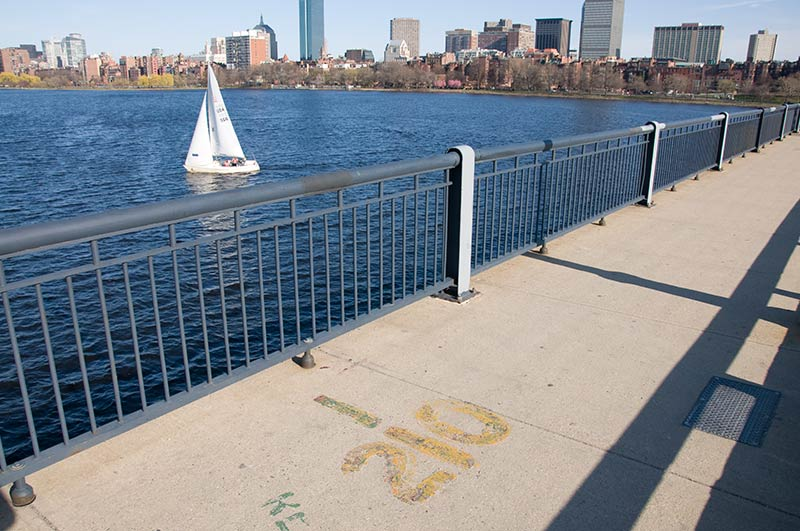
Die Markierung für 210 Smoot auf der Ostseite der Brücke

Die Länge der Harvard Bridge wird auch in der idiosynkratischen Einheit Smoot gemessen. Dies geht auf das Jahr 1958 zurück, wo einige Mitglieder der MIT-Studentenverbindung Lambda Chi Alpha die Länge des östlichen Bürgersteigs der Brücke vermaßen, indem sie den kleinsten Neuzugang in diesem Jahr, einen gewissen Oliver R. Smoot, von einem Ende zum anderen trugen oder zogen. 1 Smoot entspricht dabei seiner Körpergröße von 67 in (1,7 m). Oliver Smoot wurde später ironischerweise Präsident der International Organization for Standardization (ISO).
Seitdem werden Passanten über in Intervallen von 10 Smoot applizierte Markierungen darüber informiert, dass die Länge der Brücke 364,4 Smoot (plus/minus ein Ohr) beträgt. Wissenschaftlich korrekt soll dadurch ein gewisser Messfehler ausgedrückt werden. Mit den Jahren verschwand allerdings die negative Abweichung aus den Zitaten ebenso wie die meisten Markierungen auf der Brücke. Heute werden die Markierungen zweimal pro Jahr von Mitgliedern der Studentenverbindung nachgezeichnet.
Während der Erneuerung der Aufbauten in den 1980er Jahren wurden mit ausdrücklicher Genehmigung der Behörden die Markierungen auch auf die neue Oberfläche des östlichen Bürgersteigs übertragen. Ebenso wurde die Länge der Platten für die Gehwege anstelle der üblichen 6 ft (1,8 m) in Smoot vorgegeben. Heute verwendet die Polizei in Cambridge diese Markierungen als Positionsangaben bei Unfallmeldungen auf der Brücke.